# Всеправославний собор
Всеправославний собор (офіційна назва — Святий і Великий Собор православної церкви, грец. Αγία και Μεγάλη Σύνοδος της Ορθοδόξου Εκκλησίας) — собор предстоятелів і представників визнаних помісних православних церков, що відбувався 19–26 червня 2016 року на грецькому острові Крит. Православна церква нині визнає сім Вселенських соборів, останній з яких відбувся в VIII столітті (Другий Нікейський). Всеправославний собор не був заявлений як Вселенський. В останній момент у соборі відмовилися брати участь чотири з 14-ти наявних автокефальних православних церков: Антіохійська (Сирійська), Болгарська, Грузинська та Російська. Крім цього, в соборі не планувалась участь римо-католицької церкви.
Згідно з рішенням, ухваленим на зустрічі глав і представників помісних православних церков, що відбулося під головуванням Константинопольського Патріарха Варфоломія 6–9 березня 2014 року в Георгіївському соборі в Стамбулі, був намічений до «скликання Вселенським Патріархом в Константинополі в 2016 році, якщо не відбудеться нічого непередбаченого». Спочатку як безпосереднє місце для проведення собору планувався храм Святої Ірини в Стамбулі. Проте, в січні 2016 року, на вимогу Московського патріархату, з огляду на різке загострення турецько-російських відносин, собор повинен був почати свою роботу з 17 червня 2016 року на грецькому острові Крит, що також перебуває в юрисдикції Константинопольського патріархату. Однак в результаті ряду проблем його відкриття було перенесено на 20 червня того ж року.
Повний текст постанов собору доступний кількома мовами, включаючи російську, на офіційному сайті собору .

## Розглянуті питання
З 10-ти тем, що початково (з 1976 року) були передбачені до розгляду на соборі, лише шість найменш суперечливих були затверджені у процесі попередньої підготовки документів:
- Місія православної церкви у сучасному світі;
- Православна діаспора;
- Автономія та спосіб її проголошення;
- Таїнство шлюбу та перешкоди до нього;
- Важливість посту і його дотримання сьогодні;
- Стосунки православної церкви з рештою християнського світу.

## Історія підготовки собору

### Передісторія
Ідея скликання Вселенського собору (в межах православної церкви) висувалася Константинопольським патріархатом в кінці 1860-х у зв'язку з болгарською схизмою, проте була відкинута російським урядом.
Всеправославна нарада 1923 року в Константинополі не визнана в статусі собору повнотою Церкви.
Патріарх Костянтин VI запропонував скликати в 1925 році Вселенський собор в Єрусалимі, проте його заклик не отримав практичної підтримки інших церков.
Практична робота з підготовки собору велася з перервами з вересня 1961 року, коли відбулася Перша Родоська Всеправославна нарада, — на засіданнях Всеправославних предсоборних нарад і міжправославних підготовчих комісій. Відбулося в цілому чотири Всеправославних передсоборних наради (Шамбезі, 1976; 1982; 1986; 2009) і шість міжправославних підготовчих комісій (Женева, 1971; Шамбезі, 1986; 1990; 1993; 1999; 2009). Десятирічна перерва в роботі підготовчих комісій була викликана ускладненням у відносинах між Московським і Константинопольським Патріархатами через розбіжності в питаннях церковного устрою в Естонії (відносини між двома патріархатами були остаточно відновлені в повному форматі в 2009 році).
В жовтні 2008 року в Стамбулі відбулася зустріч предстоятелів і представників помісних православних церков, що зробила можливим відновлення співпраці в підготовці собору.
В кінці травня 2010 року Патріарх Варфоломій, перебуваючи з візитом в Росії, повідомив, що спільно з Патріархом Московським Кирилом вони вирішили «прискорити процес скликання Святого Великого собору православної церкви».

### Нарада глав Православних помісних церков в березні 2014 року

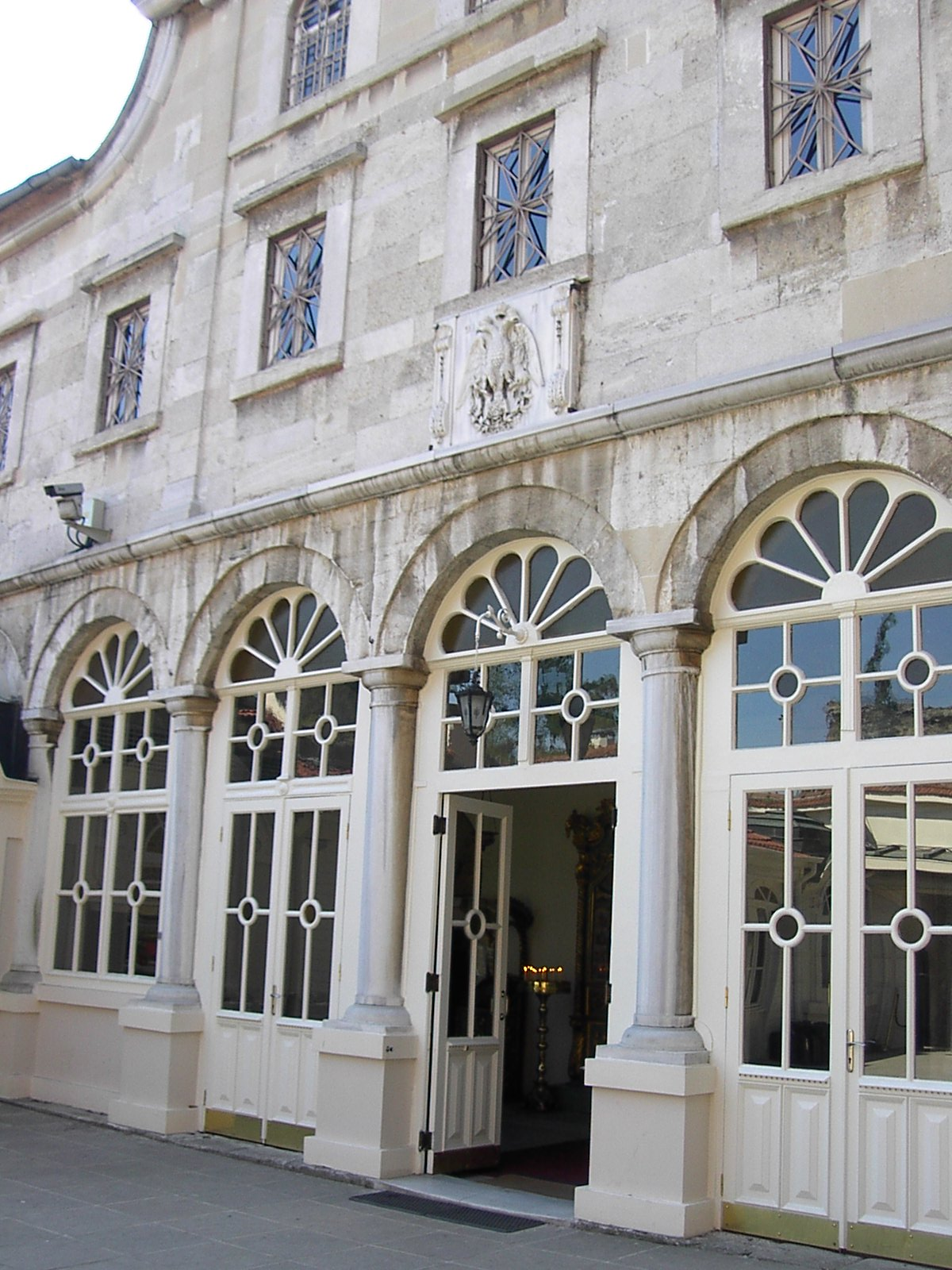
Собор Св. Георгія, де відбулася нарада Глав Помісних Православних Церков

У 2014 році Патріарх Константинопольський Варфоломій I, як перший по честі православний ієрарх, запросив предстоятелів православних церков зустрітися в березні, обговорити діяльність підготовчого комітету Всеправославного собору і спробувати вирішити виниклі питання (попередня зустріч була проведена в 2008 року також в Стамбулі).
На нараді 6–9 березня 2014 року в Стамбулі були присутні делегації 13-и помісних Православних церков: Константинопольської, Олександрійської, Антіохійської, Єрусалимської, Російської, Грузинської, Сербської, Румунської, Болгарської, Кіпрської, Елладської, Албанської та Польської.
Учасники зборів, серед іншого, ухвалили рішення про створення спеціальної Міжправославної комісії в складі одного архієрея і одного радника від кожної автокефальної церкви. Робота Комісії буде проходити з вересня 2014 року до Святої Пасхи 2015 року. В її завдання входять перегляд ряду підготовлених в ході передсоборної процесу документів, редагування, якщо це буде необхідно, текстів вже прийнятих документів, що стосуються таких тем порядку денного Святого і Великого собору як «Календарне питання», «Перешкоди до шлюбу», «Значення посту і його дотримання сьогодні».
Також було ухвалено рішення зібрати в першій половині 2015 року Передсоборну Всеправославну нараду з метою прийняття, поряд з усіма іншими переглянутими документами, документ «Автономія в православній церкві та порядок її проголошення», проект якого був раннє складений Міжправославною підготовчою комісією в грудні 2009 року.
Крім того, в рамках Підготовчої комісії буде продовжено обговорення ще двох, що обговорювалися під час підготовчого етапу, тем — «Автокефалія і порядок її проголошення» і «Диптиху». У разі досягнення консенсусу в їх відношенні, вони також мали бути запропоновані на розгляд Всеправославної передсоборної наради 2015 року, а потім — Всеправославного собору.
Після закінчення наради було прийнято «Послання предстоятелів православних церков».
Рішення зборів, що відбулися 6–9 березня 2014 року і їх послання були підписані Вселенським Патріархом Варфоломієм, Папою і Патріархом Олександрійським Феодором II, Патріархом Єрусалимським Феофілом III, Патріархом Московським і всієї Русі Кирилом, Католикосом-Патріархом всієї Грузії Ілією II, Патріархом Сербським Іринеєм, Патріархом Румунським Даниїлом, Патріархом Болгарським Неофітом, Архієпископом Нової Юстиніани і всього Кіпру Хрізостомом II, Архієпископом Афінським і всієї Еллади Ієронімом, архієпископом Тірани і всієї Албанії Анастасієм, Митрополитом Варшавським і всієї Польщі Саввою.
З вересня 2014 року почала працювати спеціальна міжправославна підготовча комісія.

### Передсоборна нарада глав церков 21–27 січня 2016 року
У зверненні Патріарха Варфоломія до предстоятелів і представників предстоятелів помісних православних церков в Шамбезі 22 січня 2016 року було перераховано 10 тем, прийнятих на Першій передсоборній нараді 1976 роки (православна діаспора; порядок проголошення автокефалії; порядок проголошення церковної автономії; диптих; загальний календар; перешкоди до шлюбу; адаптація правил про піст; відносини з іншими християнськими конфесіями; екуменізм; внесок помісних православних церков в втілення в життя християнських ідеалів миру, свободи, братства і любові між народами) і відзначено, що не вдалося досягти загальноправославного консенсусу з двох із них: автокефалії і диптиху.
Згідно з повідомленням за підсумками наради, яка завершилася 27 січня, офіційно затверджені для винесення на Святий собор і для прийняття ним такі теми: Місія православної церкви в сучасному світі, Православна діаспора, Автономія і спосіб її проголошення, Таїнство шлюбу і перешкоди до нього, Значення посту і дотримання його сьогодні, Відносини православної церкви з іншим християнським світом.

### Подальша підготовка і протиріччя
Патріарх Кирило та Синод РПЦ 3 червня 2016 року запропонували скликати не пізніше 10 червня 2016 року Передсоборну нараду.
3 червня Канцелярія Священного синоду Болгарської православної церкви підтвердила, що Болгарська церква не візьме участі у Всеправославному соборі. Зазначене синодальне рішення було ухвалено одноголосно, його офіційно підписали Патріарх Болгарський Неофіт і митрополити — члени Св. Синоду Болгарської православної церкви. Рішення було розіслано всім предстоятелям помісних Православних церков. Скасувався політ урядового літака, який повинен був доставити на Крит делегацію БПЦ.
6 червня відбулося надзвичайне засідання Священного синоду Вселенського патріархату, на якому було розглянуто хід підготовки Всеправославного собору. Священний синод відмовився обговорювати пропозиції помісних церков і констатував, що перегляд вже запланованого соборного процесу виходить за межі всіх інституційних рамок.
9 червня Сербська православна церква запропонувала відкласти проведення Всеправославного собору до вирішення проблемних питань.
10 червня Грузинська православна церква відмовилася від участі в зборах на острові Крит, мотивувавши відмову наявними догматичними, канонічними і термінологічними помилками в пропонованому Константинополем тексті рішення.
12 червня 2016 року Священний синод Грузинської православної церкви ухвалив рішення не брати участь у Всеправославному соборі на тій підставі, що «не вдалося відновити євхаристичну єдність між церквами Антіохії і Єрусалиму», «не були враховані рекомендації грузинської церкви про необхідність поправок в ряді документів», в тому числі документів «Таїнство шлюбу і перешкоди до нього» і «Місія православної церкви в сучасному світі».
13 червня у екстреному засіданні Священного синоду Російської православної церкви було вирішено, що Російська православна церква не візьме участь у Всеправославному соборі на Криті і звернеться до Константинопольського патріарха про перенесення термінів проведення собору.

### Українське питання
Українська православна церква Київського патріархату неодноразово зверталася до Константинопольського патріархату з проханням визнати автокефалію Української православної церкви. Також Президентом України Петром Порошенком під час візиту Константинопольського патріархату в березні 2016 року порушувалося питання автокефалії.
16 червня 2016 року Верховна Рада України прийняла звернення до Вселенського Патріарха Варфоломія I про визнання незалежності Української православної церкви, та визнання останньої єдиною легальною православною організацією на території України. Звернення було підготовлене групою народних депутатів у співпраці з представниками українських православних церков, у тому числі й проукраїнського крила Української православної церкви Московського патріархату. На думку української еліти, яка підготувала звернення, визнання незалежності української церкви виправить історичну несправедливість, а саме те, що у 1686 році Київська митрополія була передана з підпорядкування Константинополя в підпорядкування Москви, що означало релігійну анексію України. З точки зору ж московських церковних істориків, саме Московський Патріарх є легітимним духовним лідером всіх східних слов'ян.
Патріарх Російської православної церкви Кирило попередив Константинопольського Патріарха Варфоломія I, що відділення української церкви, якщо таке буде визнано Константинополем, здійснить руйнівний вплив на відносини двох найвпливовіших православних церков: константинопольської та московської.

## Формат Всеправославного собору
Від помісних церков на Всеправославній соборі були присутні по 24 архієреї, всі рішення собору приймалися після досягнення єдиної думки між церквами, тобто консенсусом. При цьому кожна помісна церква на соборі повинна була мати один голос: «Церква не може представляти дві різні думки — її думка має бути сформульована так, щоб висловлювати загальну думку всього єпископату, духівництва, віруючого народу».
На Всеправославному соборі головував «перший серед рівних» Константинопольський патріарх, однак сидів у оточенні предстоятелів інших помісних православних церков.
Офіційними мовами були: грецька, російська, французька та англійська, а також арабська як робоча мова.
Богослужіння в День Святої Трійці відбулося в Соборі Святого Мини. Робочі засідання тривали в православній академії Криту в містечку Колимварі.

## Програма собору

### 17 червня
- 9:00-17:30 Малий Синаксис предстоятелів автокефальних православних церков (Критська православна академія).

### 18 червня
- 8:00 — Утреня.
- 9:30 — Божественна літургія. Літургію звершить Патріарх Олександрійський Феодор II.
- 18.30 — Прийом для предстоятелів автокефальних православних церков.
- 19:00 — Славослів'я і вечірня П'ятидесятниці.

### 19 червня
- 8.00 — Утреня П'ятидесятниці.
- 9:00 — Божественна літургія.
- 11:30 — Вечірня П'ятидесятниці.
- 14:00 — Офіційний бенкет від імені президента Грецької Республіки Пропокопіса Павлопулоса для предстоятелів автокефальних православних церков

### 20 червня
- 7:30 — Божественна літургія.
- 11:00—14:00 — Відкриття Святого і Великого собору. Критська православна академія.
- 15:30 — Брифінг для преси.
- 16:00—19:30 — II сесія Святого і Великого собору.
- 20:00 — Концерт, присвячений Мікіс Теодоракіс.

### 21—24 червень
- 8:00 — Божественна літургія.
- 9:30—13:30 — сесії собору.
- 15:30 — Брифінг для преси.
- 17:00—19:30 — сесії собору.

### 25 червня
- 8:00 — Божественна літургія.
- 9:30—13:30 — XV та XVI сесії собору.
- 15:30 — Брифінг для преси.
- 17:00-19:30 — Заключна сесія собору.

### 26 червня
- 8:00 — Утреня.
- 9:00 — Соборна Божественна літургія.

26 червня було ухвалено вісім документів:
- Окружне послання (Енцикліка);
- Послання Святого і Великого собору православної церкви православним людям і кожній людині доброї волі;
- Важливість посту і його дотримання сьогодні;
- Відносини православної церкви з іншим християнським світом;
- Автономія і спосіб її проголошення;
- Про православну діаспору;
- Таїнство шлюбу і перешкоди до нього;
- Місія православної церкви в сучасному світі.

## Реакції
- За декілька днів до початку собору, 19 червня 2016 року, Папа Римський Франциск закликав католиків єднатися в молитвах з «православними братами» за успішне проведення Всеправославного собору[16].